# José Llasera
José Llasera Díaz (1882-1943) fue un pintor español, que cultivó el retrato.

## Biografía
Nacido en 1882 en Madrid, se especializó en la pintura de retratos, con mayor énfasis en el femenino. Entre sus cuadros se encontraron lienzos como La Moncloa, premiado en la Exposición Nacional de Bellas Artes de 1910, La perla negra, y un cuadro de San Conrado en la iglesia de Jesús de Madrid. Falleció a finales de diciembre de 1943. Fue hermano de Emilio Llasera, gobernador civil de Segovia.